# IV. nogometna zona Karlovac – Sisak – Gospić 1981./82.
IV. nogometna zona Karlovac – Sisak – Gospić (IV. zona Karlovac – Sisak – Gospić; Zonska liga Karlovac – Sisak – Gospić) je bila liga petog stupnja nogometnog prvenstva Jugoslavije u sezoni 1981./82. 
  
Sudjelovalo je 14 klubova, a prvak je bio klub "Jedinstvo" iz Dvora. 

## Sustav natjecanja
14 klubova je igralo dvokružnu ligu (26 kola). 

## Ljestvica
| mj. | klub                                 | ut. | pob. | ner. | por. | gol+ | gol- | bod |
| --- | ------------------------------------ | --- | ---- | ---- | ---- | ---- | ---- | --- |
| 1.  | Jedinstvo Dvor                       | 26  | 16   | 9    | 1    | 43   | 15   | 43  |
| 2.  | Galdovo Sisak                        | 26  | 13   | 10   | 3    | 43   | 25   | 36  |
| 3.  | Lika Lički Osik                      | 26  | 15   | 3    | 8    | 47   | 39   | 33  |
| 4.  | BSK Budaševo                         | 26  | 11   | 7    | 8    | 46   | 35   | 29  |
| 5.  | Jedinstvo Vrginmost                  | 26  | 12   | 3    | 11   | 43   | 29   | 27  |
| 6.  | Ilovac Karlovac                      | 26  | 11   | 5    | 10   | 36   | 34   | 27  |
| 7.  | INA Sisak                            | 26  | 10   | 6    | 10   | 33   | 35   | 26  |
| 8.  | Gavrilović Petrinja                  | 26  | 10   | 4    | 12   | 35   | 27   | 24  |
| 9.  | Mladost Kostajnica                   | 26  | 9    | 7    | 10   | 32   | 38   | 24  |
| 10. | Partizan Bosanska Kostajnica         | 26  | 10   | 3    | 13   | 33   | 38   | 23  |
| 11. | Ivo Lola Ribar (Karlovac – Mostanje) | 26  | 7    | 8    | 11   | 30   | 38   | 22  |
| 12. | Krbava Udbina                        | 26  | 6    | 8    | 12   | 23   | 36   | 20  |
| 13. | Duga Resa                            | 26  | 8    | 3    | 15   | 47   | 55   | 19  |
| 14. | Banovac Glina                        | 26  | 4    | 4    | 18   | 28   | 75   | 12  |

- "Partizan" iz Bosanske Kostajnice – klub iz Bosne i Hercegovine
- Kostajnica – tadašnji naziv za Hrvatsku Kostajnicu

## Rezultatska križaljka
| kratica | klub                                 | BAN | BSK | DUR | GAL | GAV | ILO | INA | IVLR | JEDD | JEDV | KRB | LIKA | MLA | PAR |
| --- | ------------------------------------ | --- | --- | --- | --- | --- | --- | --- | ---- | ---- | ---- | --- | ---- | --- | --- |
| BAN | Banovac Glina                        |     |     |     |     |     |     |     |      |      |      |     |      |     |     |
| BSK | BSK Budaševo                         |     |     |     |     |     |     |     |      |      |      |     |      |     |     |
| DUR | Duga Resa                            |     |     |     |     |     |     |     |      |      |      |     |      |     |     |
| GAL | Galdovo Sisak                        |     |     |     |     |     |     |     |      |      |      |     |      |     |     |
| GAV | Gavrilović Petrinja                  |     |     |     |     |     |     |     |      |      |      |     |      |     |     |
| ILO | Ilovac Karlovac                      |     |     |     |     |     |     |     |      |      |      |     |      |     |     |
| INA | INA Sisak                            |     |     |     |     |     |     |     |      |      |      |     |      |     |     |
| IVLR | Ivo Lola Ribar (Karlovac – Mostanje) |     |     |     |     |     |     |     |      |      |      |     |      |     |     |
| JEDD | Jedinstvo Dvor                       |     |     |     |     |     |     |     |      |      |      |     |      |     |     |
| JEDV | Jedinstvo Vrginmost                  |     |     |     |     |     |     |     |      |      |      |     |      |     |     |
| KRB | Krbava Udbina                        |     |     |     |     |     |     |     |      |      |      |     |      |     |     |
| LIKA | Lika Lički Osik                      |     |     |     |     |     |     |     |      |      |      |     |      |     |     |
| MLA | Mladost Kostajnica                   |     |     |     |     |     |     |     |      |      |      |     |      |     |     |
| PAR | Partizan Bosanska Kostajnica         |     |     |     |     |     |     |     |      |      |      |     |      |     |     |
| |                                      |     |     |     |     |     |     |     |      |      |      |     |      |     |     |
| podebljan rezultat - utakmice od 1. do 13. kola (1. utakmica između klubova) rezultat normalne debljine - utakmice od 14. do 26. kola (2. utakmica između klubova) rezultat nakošen - nije vidljiv redoslijed odigravanja međusobnih utakmica iz dostupnih izvora rezultat smanjen * - iz dostupnih izvora nije uočljiv domaćin susreta prekrižen rezultat - poništena ili brisana utakmica p - utakmica prekinuta 3:0 p.f. / 0:3 p.f. - rezultat 3:0 bez borbe n.i. - nije igrano |                                      |     |     |     |     |     |     |     |      |      |      |     |      |     |     |

 Izvori:

## Kvalifikacije za Ligu Zagrebačke regije
Igrano u lipnju 1982. godine
| Jedinstvo Dvor |  | - |  | Moslavina Kutina |  | 1:1, 0:1 |  |

"Moslavina" se plasirala u Ligu Zagrebačke regije
 Izvori: 